# Cruz de Jorge
A Cruz de Jorge (CJ) (em inglês: George Cross (GC)) é a mais alta condecoração civil do Reino Unido, e detém esta mesma posição em vários outros países da Commonwealth. A CJ é a correspondente civil da Cruz Vitória e a mais alta honraria para civis, e também para os militares mas que não estiveram perante o inimigo, ou que nunca receberiam uma condecoração militar.

## Origem
A CJ foi criada em 24 de Setembro de 1940 pelo rei Jorge VI. Neste período, no auge do Blitz, havia uma forte vontade de reconhecer os actos de coragem dos civis. As condecorações existentes, para os civis, não estavam à altura da nova situação, e assim foi decidido que a Cruz de Jorge, e a Medalha de Jorge (MJ), fossem criadas para homenagear tanto a bravura civil na presença do inimigo, como outros actos de coragem.
Ao anunciar a nova condecoração, o rei afirmou: Por forma a que sejam digna e prontamente reconhecidos, decidi criar, de uma só vez, uma nova honraria para as mulheres e homens, em todas as esferas da vida civil. Proponho-me dar o meu nome a esta nova distinção, que consistirá na Cruz de Jorge, que ficará imediatamente abaixo da Cruz Vitória, e na Medalha de Jorge para maior abrangência.
A Medalha foi desenhada por Percy Metcalfe. O Diploma da CJ, e da MJ, datado de 24 de Janeiro de 1941, foi publicado no London Gazette em 31 de Janeiro de 1941.
A Cruz de Jorge pretendia substituir a Medalha de Bravura do Império (MBI) (em inglês: Empire Gallantry Medal); todos os detentores da MBI deviam trocar as suas medalhas pela CJ, uma substituição sem precedentes na história das condecorações britânicas. Esta política de substituição ignorou os titulares da Medalha de Alberto (MA) e da Medalha de Eduardo (ME), medalhas estas que prevaleciam sobre a MBI. Este incidente só foi corrigido em 1971, quando os titulares da MA e ME foram convidados a trocar as suas condecorações pela Cruz de Jorge. Dos 64 que possuíam a MA, e dos 68 da ME, procederam à troca, respectivamente, 49 e 59.

## Pensão
Os titulares da Cruz de Jorge ou da Cruz Vitória têm direito a uma pensão anual cujo valor é estabelecido pelo governo que atribui a cruz. Desde 2002, o valor da pensão é de cerca de 1 495 libras. A partir de Janeiro de 2005, e de acordo com "Ordem Canadiana de Condecorações por Bravura", os membros das forças canadianas, ou aqueles que se juntaram às forças britânicas antes de 31 de Março de 1949 enquanto moravam no Canadá ou na Terra Nova, recebem 3 000£ por ano. Para os titulares australianos, o montante é estabelecido pela cláusula 11A1.2 das Condições de Remuneração da Força de Defesa Australiana e, desde Janeiro de 2005, que é de 250£ por ano.